# Basilica concattedrale di Maria Santissima della Madia

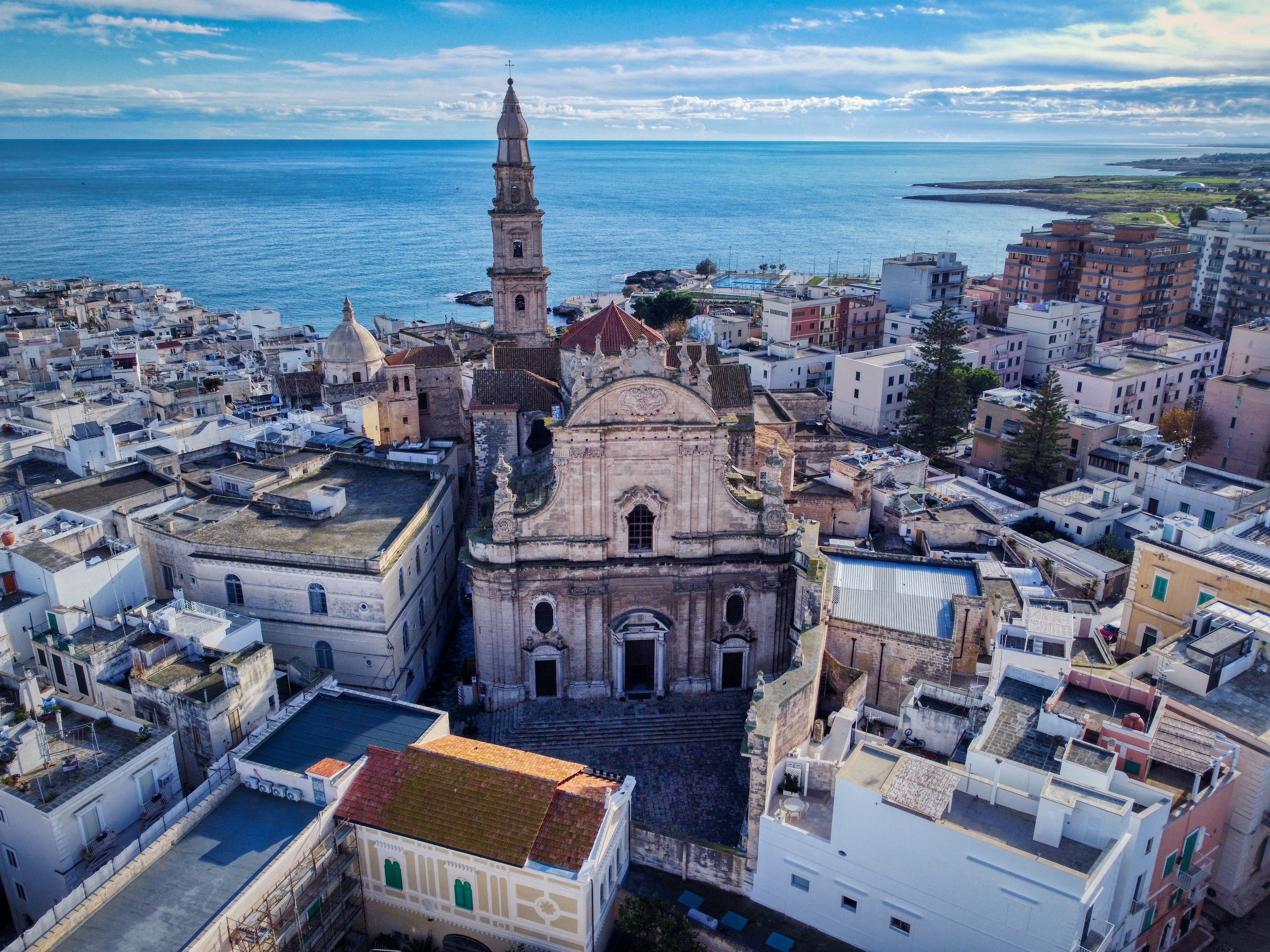
Vista aerea della basilica concattedrale di Maria Santissima della Madia

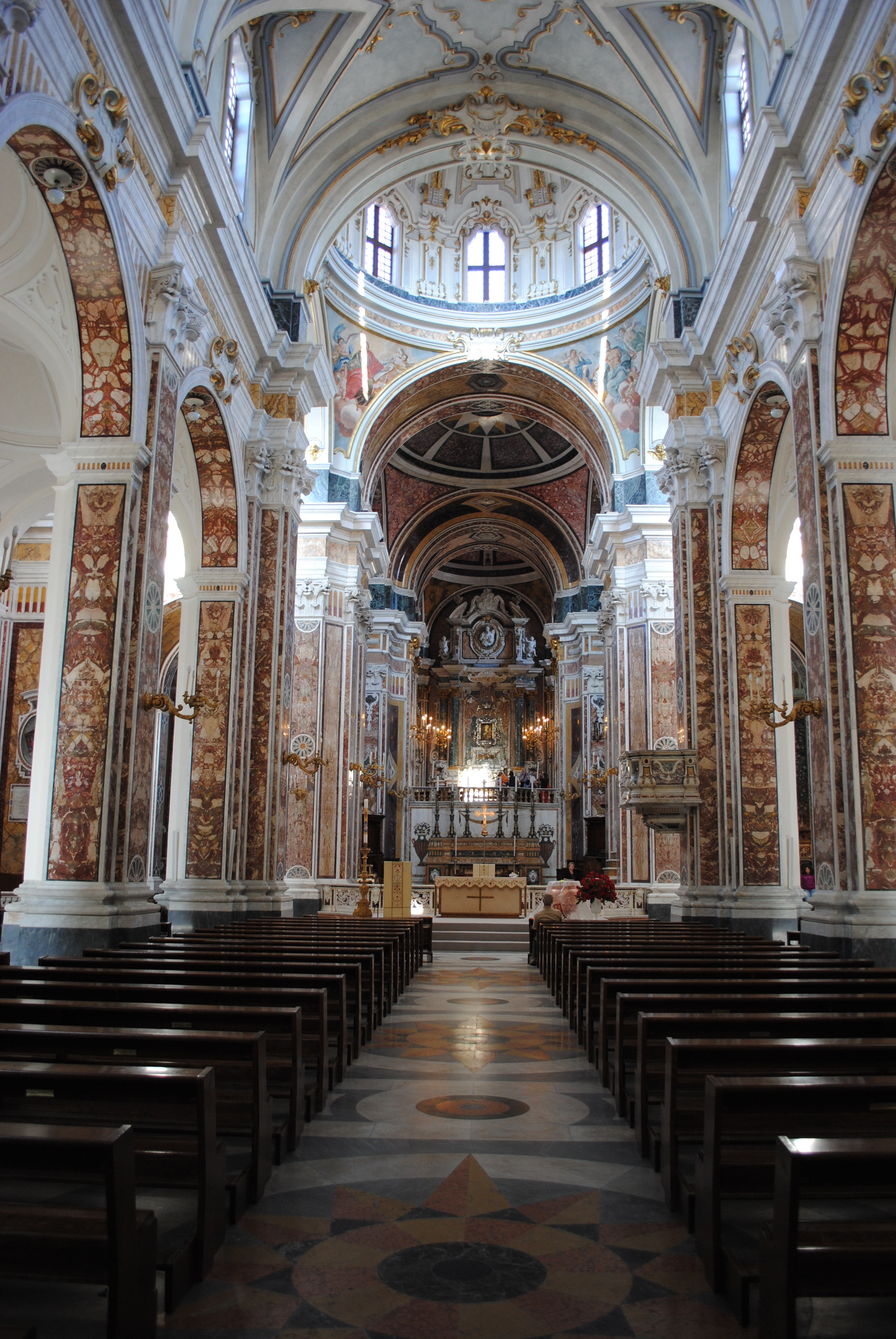
Vista interna della concattedrale dalla navata centrale

La basilica minore concattedrale di Maria Santissima della Madia è la chiesa concattedrale della diocesi di Conversano-Monopoli; è monumento nazionale italiano.
Nell'ottobre del 1921 papa Benedetto XV la elevò al rango di basilica minore.

## Storia
Il luogo su cui sorge la basilica cattedrale della Madonna della Madia in Monopoli si è rivelato, grazie agli scavi archeologici avviati in loco nel 1986, zona di antiche e complesse stratificazioni temporali che, partendo dal 4500 a.C. circa giungono fino ai nostri giorni.

### La prima fase: Età del Bronzo
Il luogo su cui sorge la basilica concattedrale della Madonna della Madia in Monopoli presenta tracce di frequentazione umana fin dall'età del Bronzo, come testimoniano i fori di palificazione scavati nella roccia sottostante il pavimento dell'antica cripta della cattedrale romanica, edificata a partire dal 1107 probabilmente sui resti di un antico tempio pagano dedicato al culto delle divinità mediterranee Maia e Mercurio. Sotto la suddetta cripta sono state del resto ritrovate testimonianze di frequentazione messapica della zona come una sepoltura di cui è visibile la controfossa, all'interno della quale - esemplare unico nel suo genere - è stata ritrovata una trozzella in materiale bronzeo e non di terracotta, come invece per gli altri ritrovamenti dello stesso genere. Ancora, sono stati rintracciate numerose tombe a camera di età messapica e corridoi sotterranei utilizzati forse come vie per giungere al tempio di Mercurio/Ermes.

### La seconda e terza fase: Epoca ellenistica e secoli VII - XI
La seconda stratificazione temporale visibile al di sotto della cripta è determinata dalla presenza di alcune fosse votive, di Epoca ellenistica, di cui particolare è risultata la presenza di uno scheletro completo di infante con orecchini circolari in filo d'argento e una sepoltura d'adulto con corredo in vasellame. La successiva stratificazione rivela un sepolcreto di età alto medioevale e dunque sepolture cristiane: le fosse, scavate nella roccia e orientate in direzione ovest - est (con il capo rivolto verso il sole nascente, simbolo di rinascita - Risurrezione), presentano una parte inferiore slargata e un rialzo nella parte superiore, dove probabilmente appoggiava il capo il defunto, a mo' di cuscino di roccia.

### La chiesa romanica
La cattedrale romanica di Monopoli fu costruita abbattendo un precedente edificio di culto dedicato a san Mercurio di età paleocristiana o altomedievale, sorto intorno al 256 d.C. È tradizione che questo antico tempietto fosse stato innalzato sulle rovine di un tempio pagano dedicato alla divinità omonima Mercurio e a Maia, come leggibile in un'epigrafe in greco oggi visibile nella sagrestia della chiesa settecentesca.
La cattedrale sorse nel XII secolo in stile romanico, su iniziativa del vescovo Romualdo (1077-1118) e con il contributo del duca Roberto d'Altavilla, ma ben presto i lavori furono interrotti per la mancanza del materiale adatto alla costruzione del tetto. Secondo la tradizione, nella notte del 16 dicembre 1117 una zattera approdò nel porto della città all'ingresso del porto canale fatto insabbiare dal normanno Ugo Tutabovi primo conte di Monopoli (1042-1049), trasportando l'icona della Madonna della Madia, e con le travi della zattera, trentuno secondo la testimonianza del Glianes, fu ultimata la chiesa. Essa fu consacrata solo il 1º ottobre 1442: l'impianto basilicale era a tre navate, con transetto e abside. Le dimensioni erano in lunghezza di 31,90 m e in larghezza di 17 m.
A partire dal Cinquecento furono apportate significative modifiche alla cattedrale. Infatti nel 1501 tra l'altare maggiore e l'abside fu edificato un retablo a 16 nicchie con altrettante statue, e sopra di questo fu ricavata una piccola cappella sopraelevata per la custodia dell'icona venerata. Per la prima volta veniva adottata questa disposizione di una cappella sopraelevata al posto dell'abside. La nuova cattedrale fu consacrata il 31 luglio 1513 dal vescovo di Polignano Cristoforo Magnanini.
Tra il Cinquecento ed il Seicento furono aggiunte otto cappelle laterali, quattro per parte. Nell'ordine, partendo dalla navata destra in prossimità del portale:
- Cappella di San Michele, della famiglia Galderisi
- Cappella di San Giacomo, della famiglia Borrassa
- Cappella del Santissimo Sacramento, della Confraternita del Santissimo Sacramento: presentava una cupola alta 13 metri e una Pietà in pietra.
- Cappella della Concezione
- Cappella di Maria Santissima della Madia (al centro, dietro l'altare di pietra)
- Cappella di Sant'Anna
- Cappella della Circoncisione con monumento funebre del vescovo Antonio Pignatelli
- Cappella di San Giacomo
- Cappella di San Lorenzo.

In seguito, poiché la cappella sopraelevata della Madonna della Madia era giudicata di dimensioni ridotte in quanto limitata dall'abside romanica, tra il 1642 ed il 1643 fu abbattuta l'intera zona dietro l'altare maggiore per costruire una nuova struttura che consentiva nella parte superiore la realizzazione di una più ampia cappella e nella zona sottostante la sacrestia. A questa struttura, della quale ad oggi si possono notare solo le imponenti fondazioni a livello della cripta romanica, nel 1693 fu addossato un nuovo campanile, in stile barocco in sostituzione di quello romanico crollato in seguito a un fulmine.

### La chiesa barocca
Nel Settecento l'intero edificio romanico e le strutture successive, eccetto il campanile, da poco ultimato, furono demolite per costruire la nuova chiesa in stile barocco, opera iniziata nel 1742 e portata a termine nel 1772. Le motivazioni che portarono i canonici del capitolo a volere una nuova chiesa furono molteplici: in primo luogo l'esigenza di un tempio sacro che rispondesse alle esigenze di una popolazione in costante aumento; in secondo luogo la volontà di seguire la moda barocca del tempo e di eliminare una chiesa ormai fatiscente e che comunque avrebbe richiesto l'impiego di ingentissime risorse per un lavoro di rattoppamento di cui i canonici non vollero prendersi carico. Si decise così a favore della distruzione totale dell'antico tempio romanico: per l'erigenda chiesa barocca furono chiamati due maestri muratori e ingegneri, Michele Colangiuli di Acquaviva delle Fonti e Pietro Magarelli di Molfetta che costruirono una chiesa perfettamente aderente ai dettami del Capitolo: ampia, spaziosa, in cui troneggiasse l'Icona della Beata Vergine della Madia.
Nel 1786, tredici anni dopo la consacrazione, per proteggere il sagrato dal forte vento proveniente dal mare, fu edificato sul lato destro della facciata un muro alto trentatré metri, comunemente definito muraglione, ad opera di Giuseppe Palmieri, dove trovarono posto 10 delle 12 statue dell'antico retablo cinquecentesco (come San Francesco, San Domenico, Isaia, Geremia, Ezechiele) probabilmente opera di Ludovico Fiorentino, attivo nel XVI secolo. Alcune statue presentano deformazioni causate da un fulmine che cadde il giorno di Natale del 1519 sull'altare maggiore.
Agli inizi del 1800 fu edificata la Cappella dei Martiri e nel 1850 venne completata la cappella superiore; alla fine del XIX secolo l'abate Domenico Capitanio realizzò a sue spese il pavimento marmoreo del presbiterio.
Agli inizi del Novecento venne realizzato il pavimento in marmo delle navate, venne dipinto il soffitto della navata centrale e della cupola, furono decorati i pilastri con marmo e fu inserito il nuovo organo che sostituì quello settecentesco. Nel 1959 fu realizzato il sottopassaggio che unisce piazza Manzoni al sagrato della chiesa.

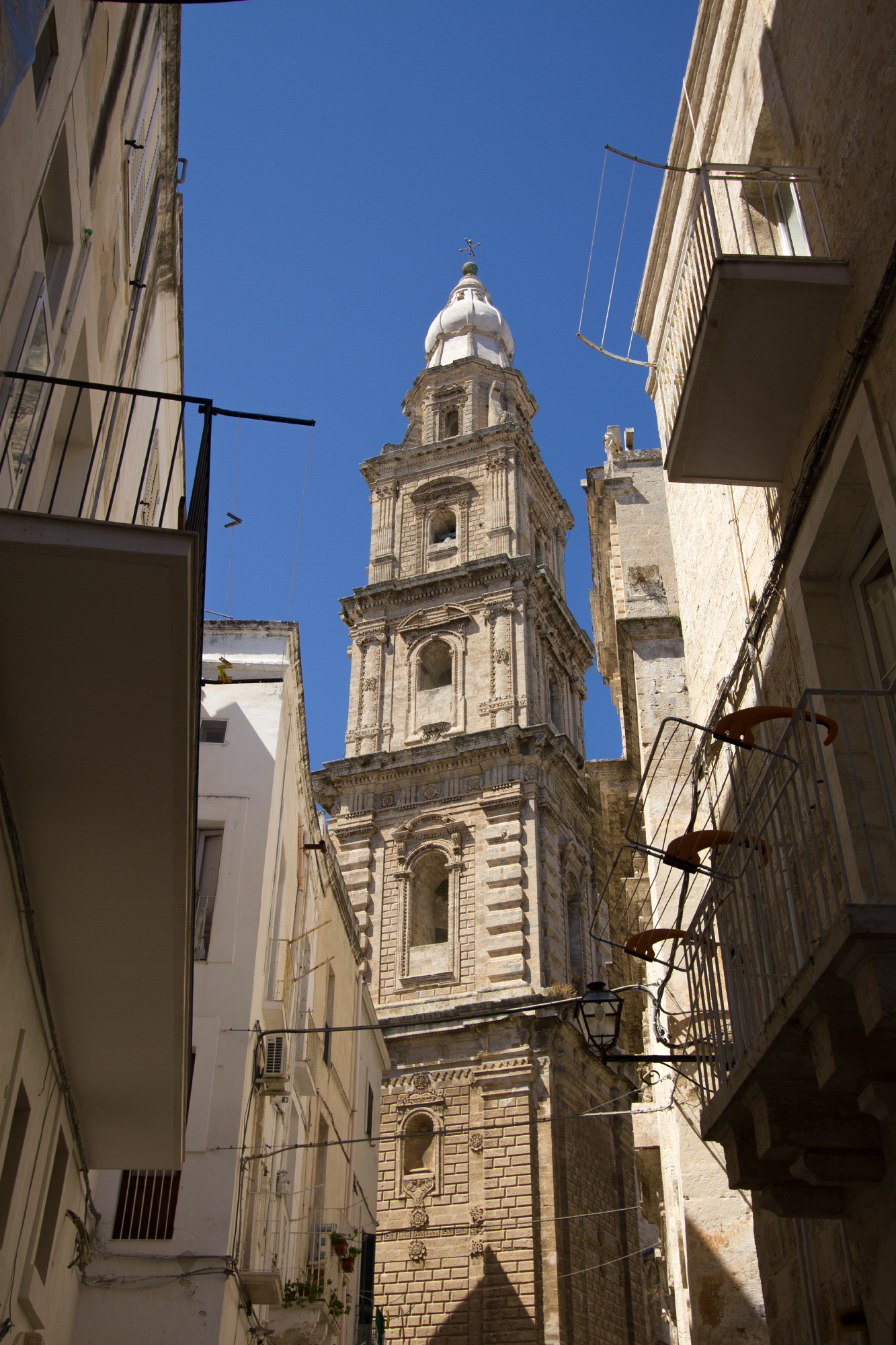
Il campanile

## Descrizione

### Esterno
La facciata, sopraelevata rispetto al piano stradale di sette gradini, ricca di elementi barocchi, è divisa orizzontalmente in due parti: nella parte inferiore vi sono i tre portali d'entrata: al di sopra di quello centrale vi è un timpano, sorretto da colonne ad ordine composito, che rappresenta un elemento di divisione dalla parte superiore, dove si apre una grande finestra al posto del rosone e un frontone semicircolare in cui è inserito un cartiglio con il monogramma della Madonna. Ai lati del portale principale vi sono una serie di paraste ioniche ornate da ghirlande che lo separano dagli ingressi laterali, anch'essi sovrastati da timpani ornanti di anfore. Tipicamente barocche le volute a ghirlanda, i pinnacoli, gli ovali a decorazione delle finestre laterali. Al fianco sinistro della zona absidale si trova il campanile a sei ordini, costruito tra il 1688 ed il 1693: l'antica cattedrale romanica aveva tre campanili, che andarono distrutti uno dopo l'altro.

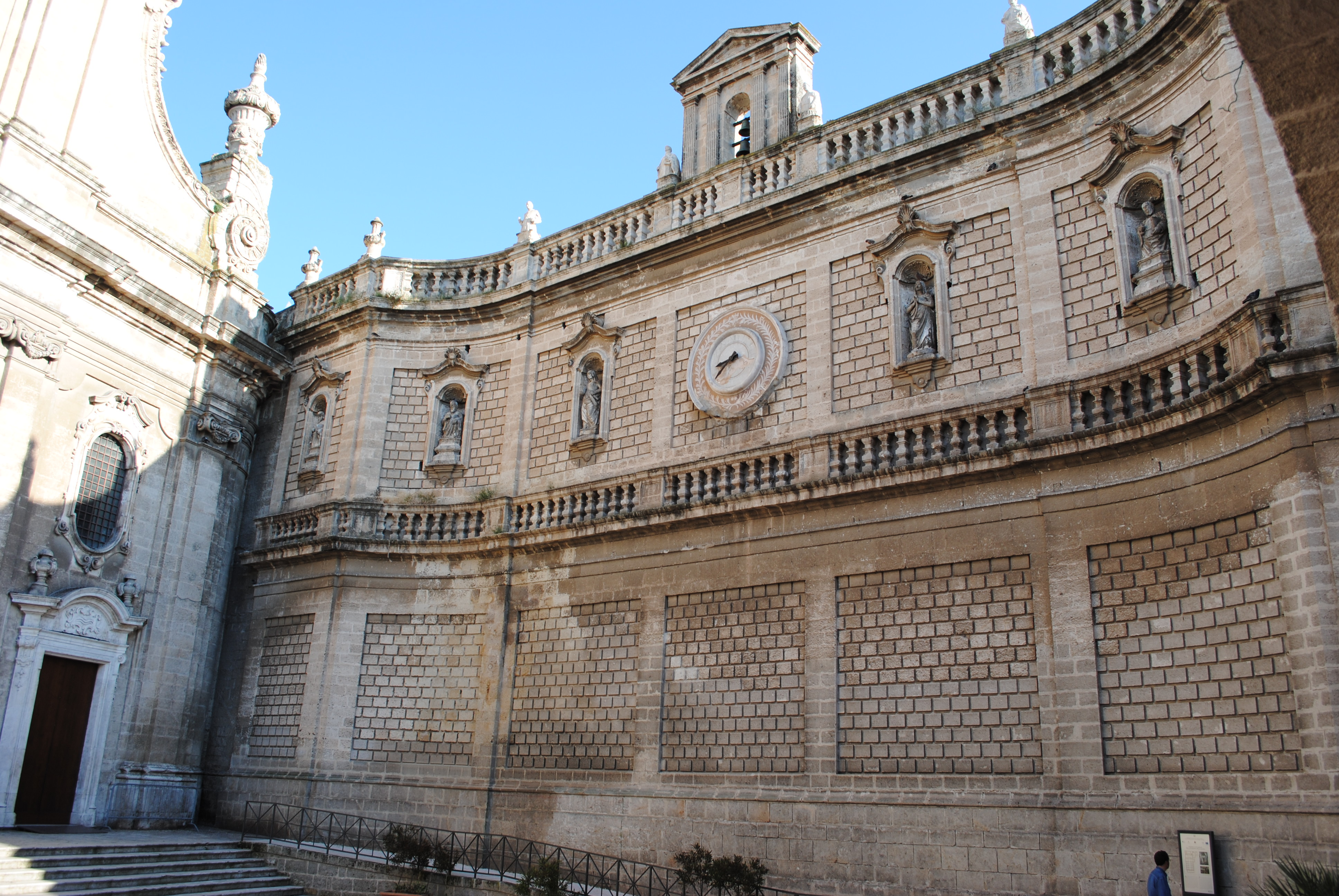
Muraglia sul sagrato della concattedrale

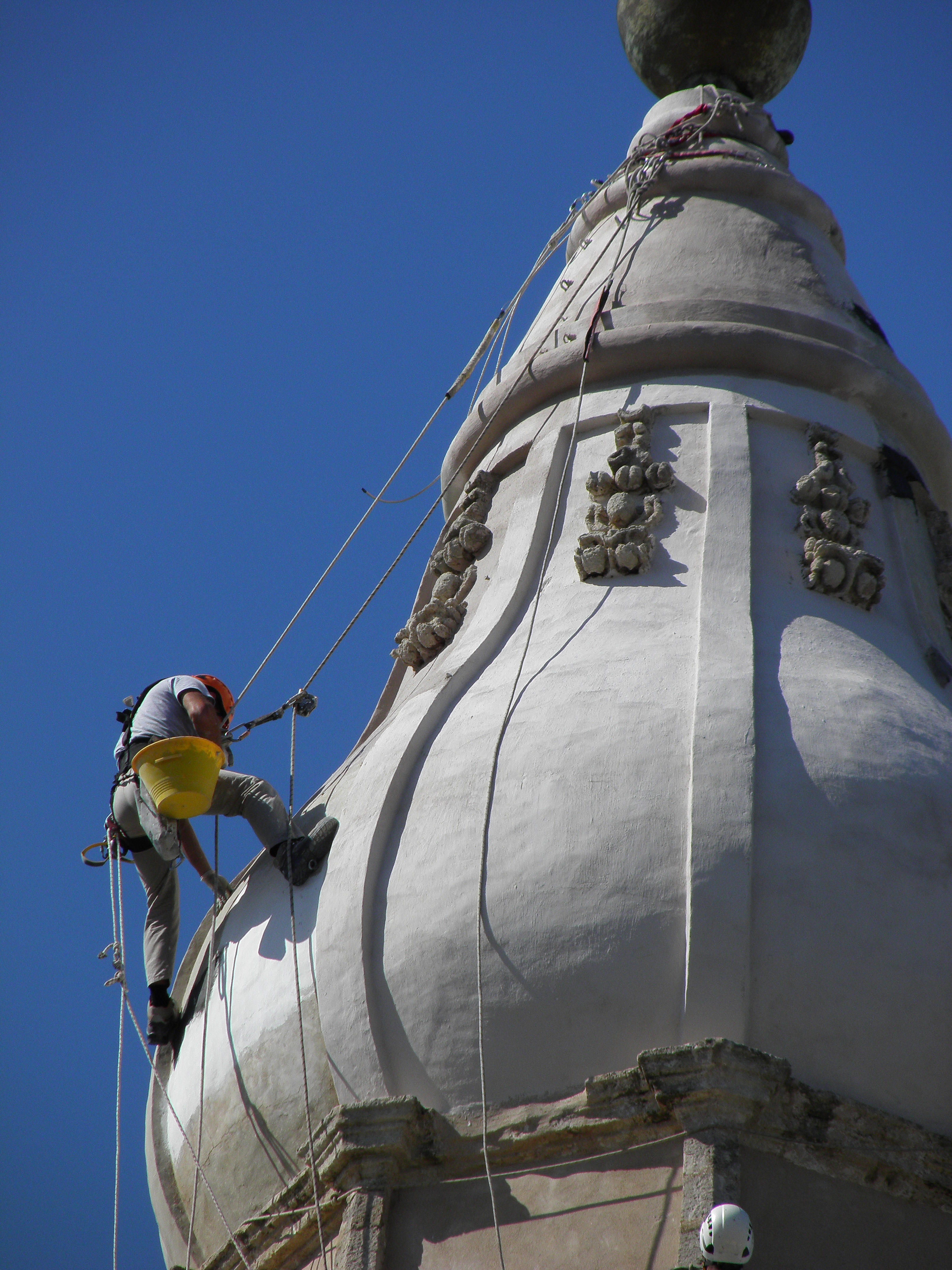
Lavori di restauro del campanile

### Interno

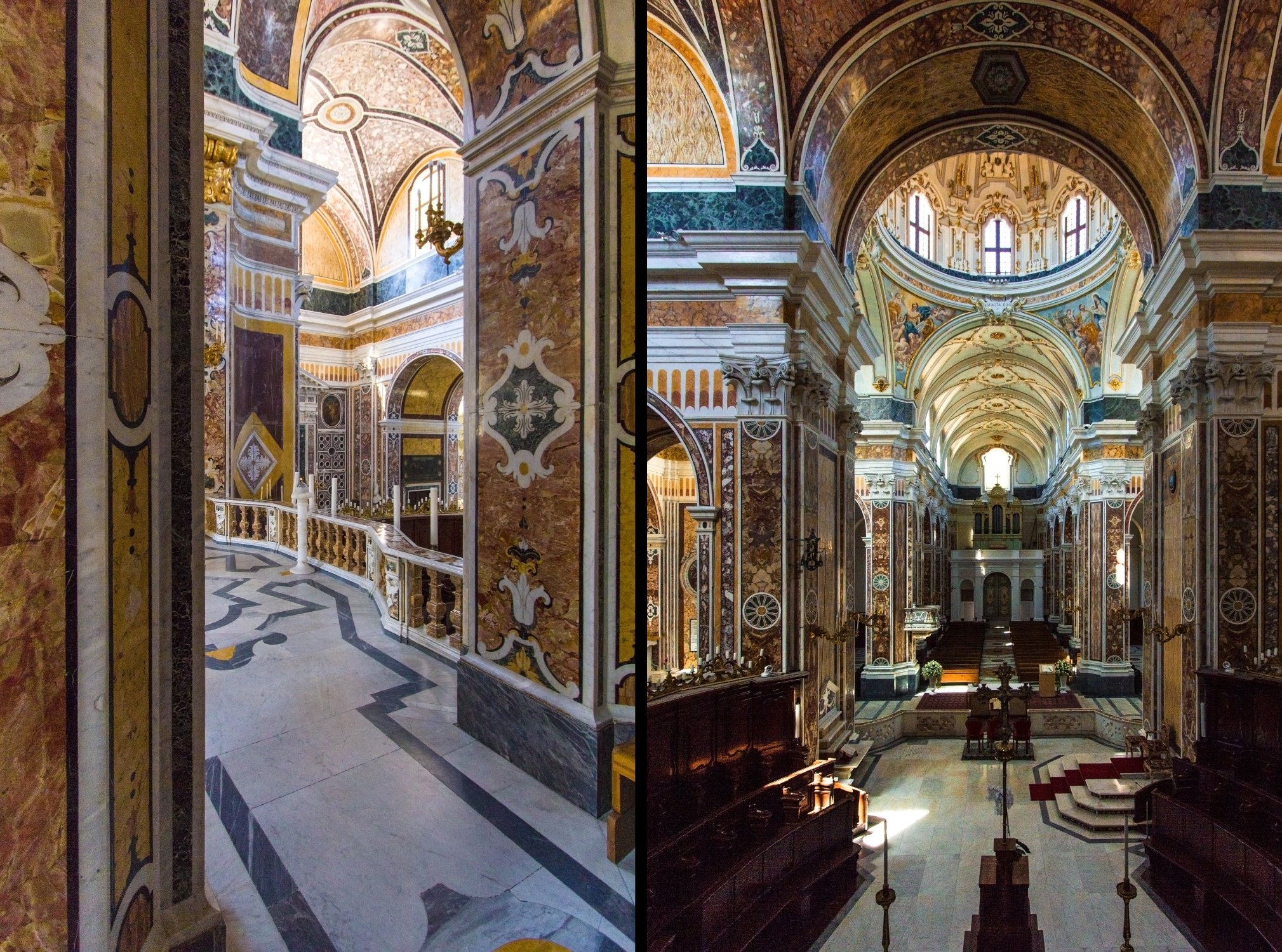
Interni della concattedrale

L'impianto interno è a croce latina a tre navate suddivise da pilastri, con doppio transetto, volta lunettata in quella centrale ed otto cappelle laterali, quattro per navata. Altre quattro cappelle sono collocate agli estremi dei due transetti, il secondo sopraelevato di tre gradini rispetto al piano basilicale. La navata centrale e quelle laterali sono separate da una serie di pilastri cruciformi a tarsia marmorea. All'intersezione tra la navata centrale il primo "braccio" della croce latina, detto transetto, sorretta da quattro grandi pilastri, si erge una cupola alta 31 m con un diametro di circa 9 m Ai margini della cupola vi sono gli affreschi raffiguranti i quattro Evangelisti.

### Cappelle
Partendo dalla navata destra, dal portale, si incontrano:
- Cappella delle Travi: in un grande armadio a muro, sono visibili ed esposte le travi della Madia, secondo la tradizione zattera su cui giunse l'icona mariana nel 1117.
- Cappella di San Michele Arcangelo: sull'altare è visibile la tela di Jacopo Palma il Giovane, del 1675, raffigurante San Michele e il demonio.
- Cappella dell'Immacolata: nella nicchia, sull'altare, è visibile una statua di marmo dell'Immacolata, un tempo posta nell'omonima cappella della cattedrale romanica.
- Cappella di San Giacomo di Compostela: Sull'altare si trova l'opera di Carlo Rosa con La battaglia di Clavijo, databile al terzo quarto del Seicento. San Giacomo vi è raffigurato, chiome al vento, annientatore feroce delle schiere musulmane: raffigurazione evidentemente suggerita dal clima controriformistico.
- Cappella del Santissimo Sacramento: la cappella, ricostruita nel XVIII secolo, presenta al centro, sulla parete di fondo, una grande tela di Francesco de Mura (1696 - 1782) con una bellissima rappresentazione della Cena di Emmaus e due tele di minor dimensioni raffiguranti a sinistra il Sacrificio di Isacco e a destra il parallelo tra il sacrificio dell'Antico Testamento e quello, rinnovato, del Nuovo Testamento.

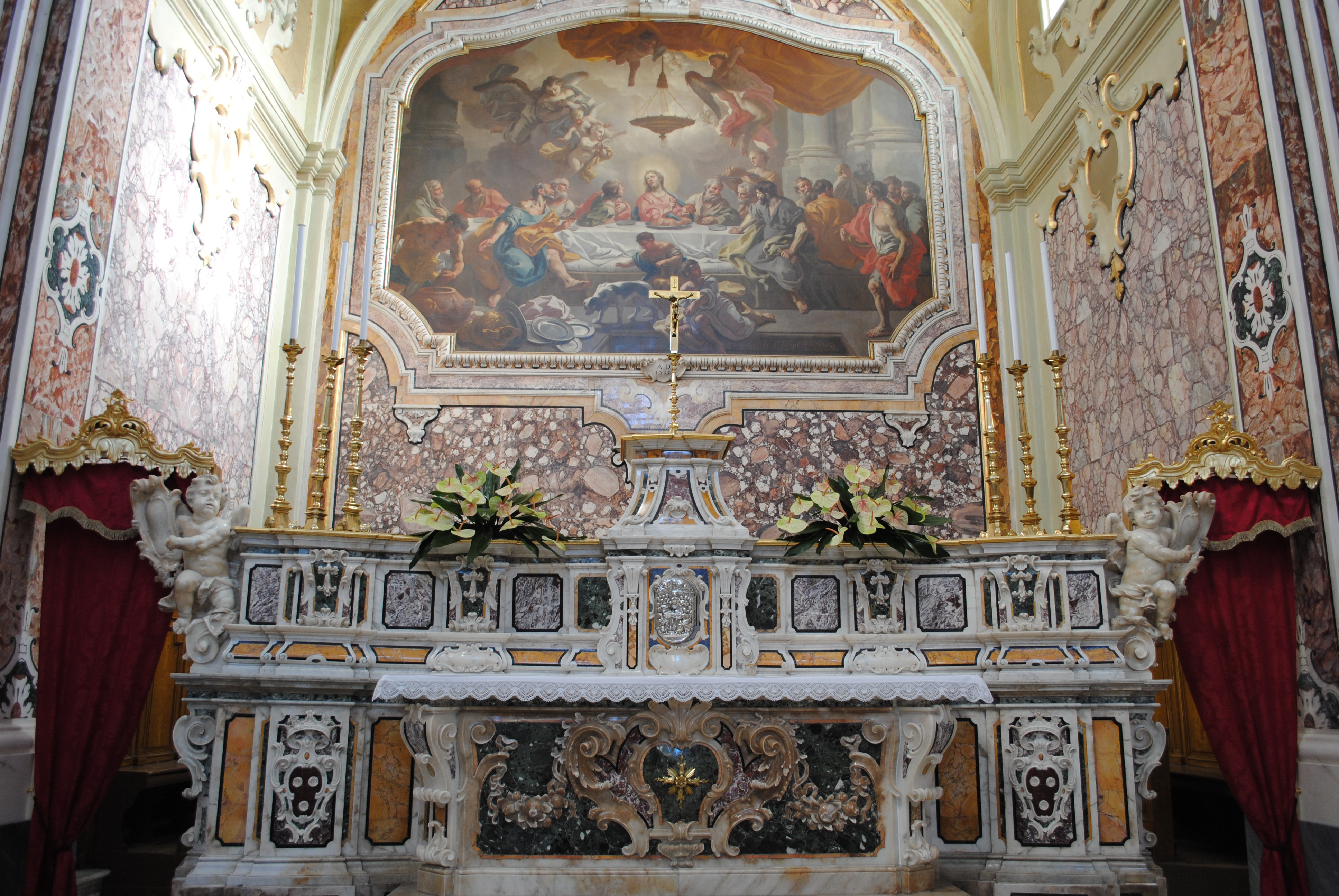
La cappella del Santissimo Sacramento

- Cappella dei Martiri: ultima per costruzione, presenta ai lati dell'altare una grandissima quantità di reliquie incassate e visibili nelle urne sul muro. Vi si vede la tela di Palma il Giovane con la Madonna in gloria con San Rocco e Sebastiano. Più in alto è una tela raffigurante la Circoncisione di Cristo, opera del 1570 circa di Marco Pino.
- Cappella di Sant'Anna: nei due ovali che sormontano l'altare sono raffigurati Sant'Elisabetta e San Zaccaria. Di scuola napoletana la Sant'Anna sull'altare.
- Cappella della Madonna del Rosario: sulla pala d'altare sono raffigurati la Vergine con i Santi Domenico e San Francesco da Paola, Vincenzo Ferrer e Santa Caterina. Intorno è presente una cornice di ovali con i quindici misteri del Rosario.
- Cappella del Redentore: presente una tela raffigurante l'episodio del Vangelo di Matteo Gesù e i Figli di Zebedeo di Giovanni Bernardo Lama e Silvestro Buono.
- Cappella del Crocifisso: la cappella contiene un Crocifisso attribuito a un artista locale del XVI secolo: il materiale utilizzato è una misteriosa mistura di gesso e legno.
- Cappella di San Francesco da Paola: vi è la sostituzione della pala d'altare con un grande tabernacolo in legno dorato su cui è raffigurato il santo protettore della città, curvo come un vecchio contadino.
- Cappella del Fonte Battesimale: presente un dipinto raffigurante Giovanni Battista in preghiera. Sullo sfondo il battesimo di Cristo in ambiente boschivo che fa pensare a un'impronta manieristica pugliese.

Tramite due rampe di scale simmetriche, si accede alla cappella della Madonna della Madia, sopraelevata di metri 6,5 rispetto al piano di calpestio del presbiterio: essa affaccia direttamente sull'altare maggiore.

#### Cappella della Madonna della Madia

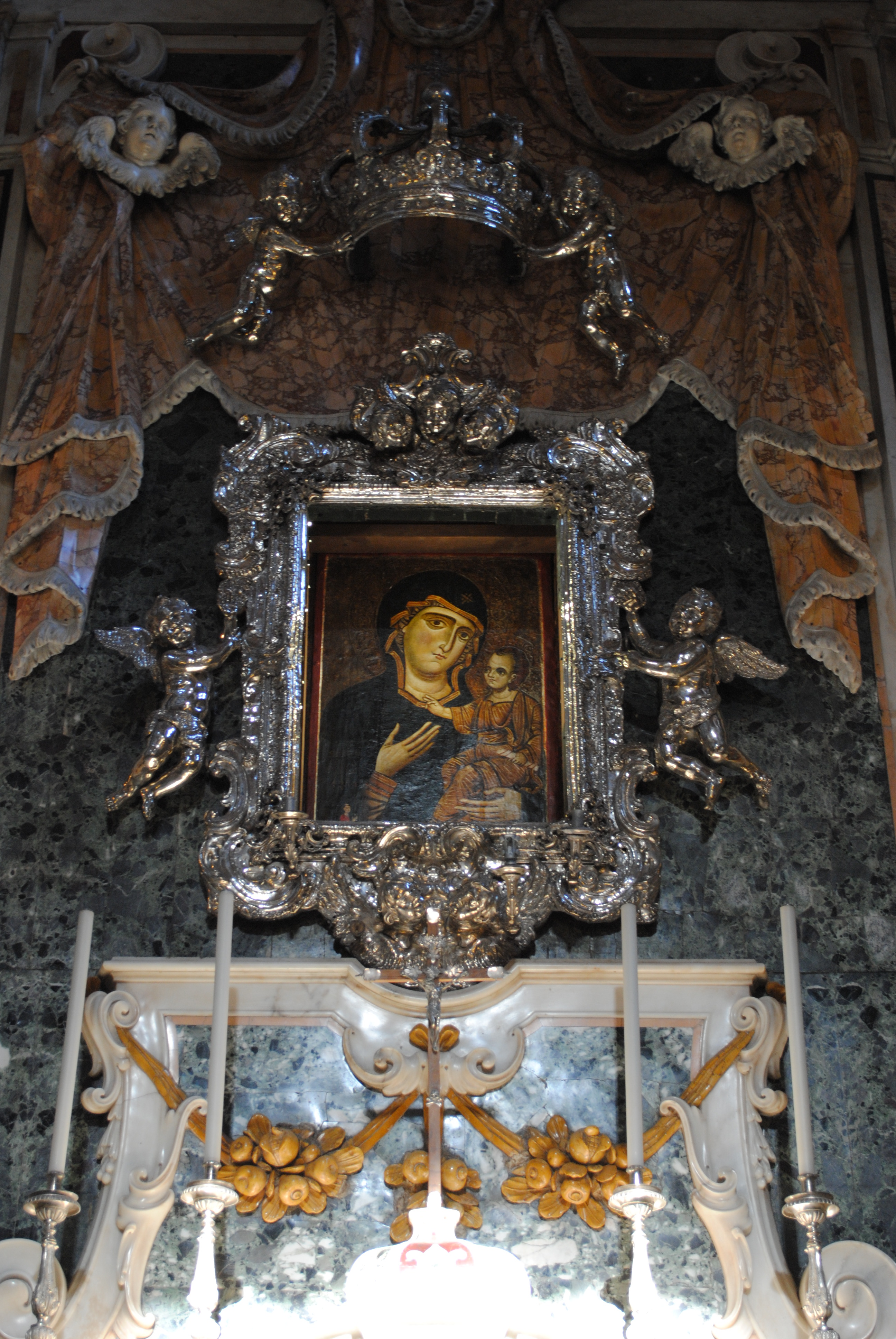
Icona della Madonna della Madia posta nella omonima cappella

La costruzione della nuova cappella a metà del Settecento determinò la distruzione del retablo cinquecentesco. Essa fu evidenziata con due archi all'inizio e alla fine del presbiterio. La sua decorazione richiese quasi un secolo di tempo per essere portata a termine, a causa soprattutto dei costi del ricco materiale utilizzato: essa fu ultimata con la messa in opera della pavimentazione in marmo nel 1856.
La cappella, che tipicamente rappresenta il Trionfo della Vergine, presenta un pregevole altare con alternanza di marmi policromi, alzato da quattro colonne di marmo verde, su piedistalli di discreta altezza, sormontate da fregi. L'icona della Vergine, dalle fattezze simili alle tante Madonne bizantineggianti in Puglia, domina l'intera cappella: ai lati dell'Icona, su piccole mensole, si ergono le statue di san Michele e san Giuseppe di Giuseppe Sanmartino, autore del famoso Cristo Velato. Del 1720 è la cornice d'argento dell'immagine della Madonna della Madia.
La cappella è arricchita da diverse tele settecentesche con Storie della Vergine Maria di Michele del Pezzo e da due quadri di Pietro Bardellino raffiguranti la Lotta iconoclasta, quasi motivo eziologico dell'arrivo dell'icona sulle rive monopolitane, ed il Miracolo della zattera, che presenta l'ambientazione inusuale dell'approdo in una mattina d'estate, forse per contrasto con l'oscurità barbarica del primo dipinto. Un ciclo pittorico dal titolo Miracolosa Venuta della Madonna della Madia, un tempo posto nella sagrestia della cappella, è ora visibile di fronte alla cappella dei Martiri.

### Organi a canne
Nella concattedrale si trovano due organi a canne.
Lo strumento principale è collocato sulla cantoria in controfacciata, e venne costruito dall'organaro Francesco Consoli di Locorotondo nel 1922 e restaurato nel 2005 dalla ditta Brondino Vegezzi-Bossi. A trasmissione pneumatica tubolare, dispone di 30 registri; il materiale fonico è interamente racchiuso entro cassa lignea neoclassica riccamente decorata con intagli e dorature. La consolle, anch'essa in cantoria, ha due tastiere e pedaliera.
Nella cappella della Madonna della Madia, a pavimento, vi è un organo positivo proveniente dalla chiesa di Santa Teresa, costruito da Pietro De Simone junior nel 1762; integro nelle sue caratteristiche foniche originarie, ha 7 registri ed unica tastiera e pedaliera.

## Cripta

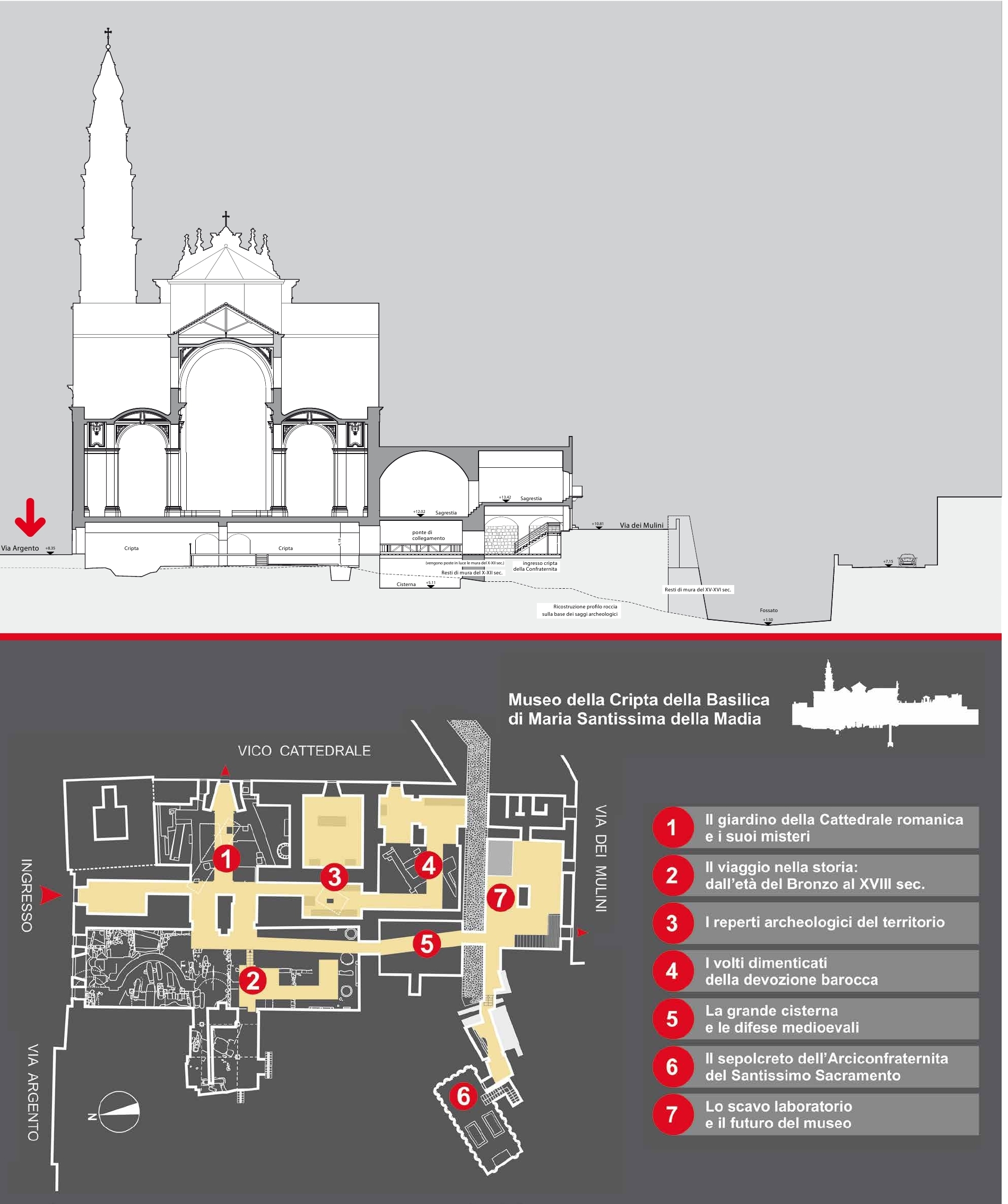
Il Museo della Cripta di Romualdo, realizzato all'interno del ricchissimo sito archeologico costituito dai sotterranei della basilica concattedrale

### La riscoperta della cripta della cattedrale romanica e del connesso sito archeologico

Deposizione, Dettaglio dell'Architrave Romanico (XII secolo) conservato nel "Museo della Cripta di Romualdo".

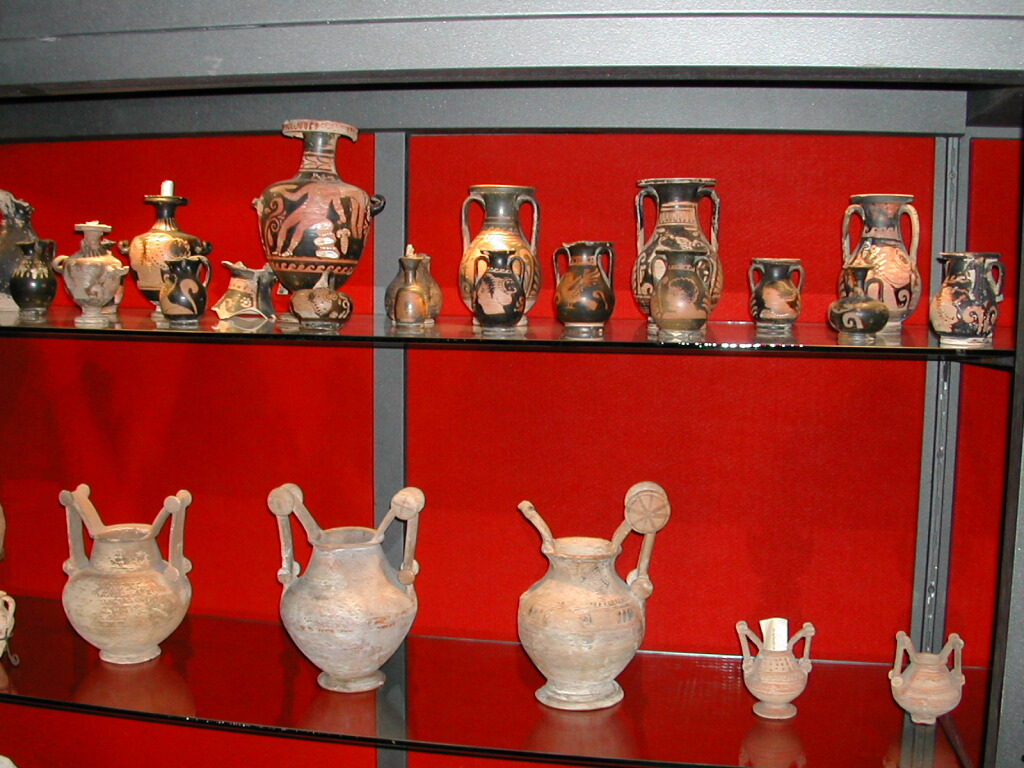
Trozzelle egnatine del IV secolo a.C. della collezione Brigida donata al "Museo della Cripta di Romualdo".

Nel 1972, in occasione di alcuni restauri del tempio settecentesco, si presentò l'opportunità di tentare una precisa localizzazione dell'antica cattedrale romanica. La via più semplice e diretta era l'esplorazione dei sepolcreti dei vescovi, da circa un secolo inaccessibili a causa della sovrapposizione del pavimento in marmo alle botole di accesso. L'ostacolo fu aggirato riaprendo vecchie brecce nella zona inferiore della chiesa accessibili da stalle private e da un ambiente utilizzato come “teatrino”.
Nel corso dei lavori di restauro della cattedrale, iniziati nel 1986 nell'ambito della L.R.37/79, venivano fatte emozionanti scoperte. Col preciso intento di ritrovare la cripta della cattedrale del vescovo Romualdo, si iniziava a scavare nel grande ambiente sotterraneo al di sotto del transetto della cattedrale barocca; appena rimosso il pavimento veniva alla luce l'intera zona absidale di una cripta romanica, tombe altomedievali, di epoca romana, ellenistica e messapica, sovrapposte a resti di insediamenti dell'età del bronzo. Appariva particolarmente suggestivo l'ininterrotto utilizzo a fini sacri, per almeno 2400 anni, di una zona abitata già dalla preistoria, inoltre diveniva inconfutabile l'antichità delle origini della città.
I resti della cripta portati alla luce erano inquadrabili nell'ambito dell'architettura romanica matura e collegabili a un'importante chiesa a pianta basilicale, coperta a capriate, sotto il cui transetto era localizzata una cripta a navatelle, con volte a crociera. È stato possibile dimostrare (grazie alla perfetta rispondenza delle misure dell'edificio ritrovato con quelle riportate nella vista pastorale del 1740 da Mons. Della Gatta) che la cripta ritrovata apparteneva alla cattedrale costruita da Romualdo nel 1107.

### Il riuso museale della cripta della cattedrale romanica e del connesso sito archeologico

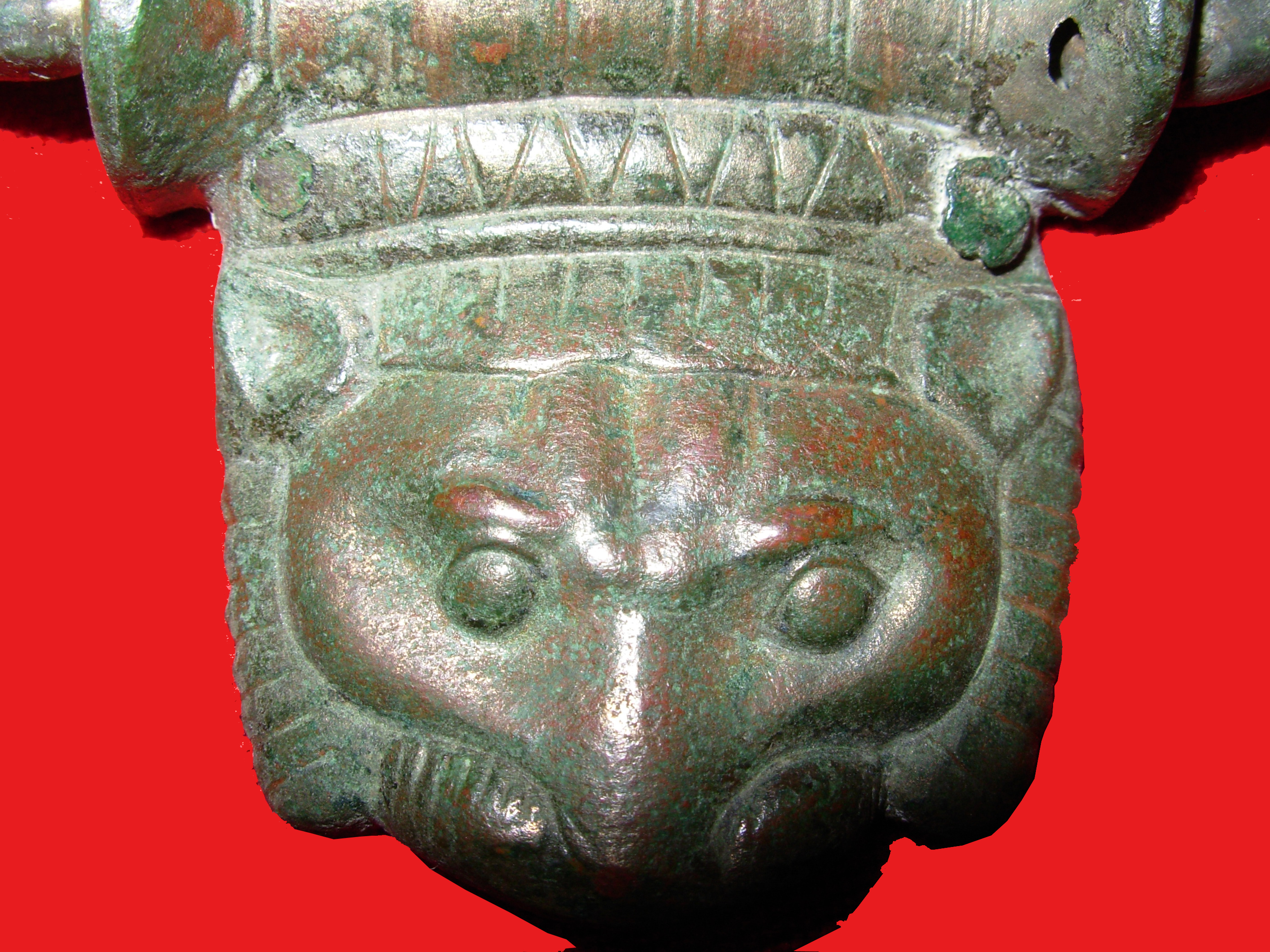
Particolare di una coppia di maniglie di bronzo del IV secolo a.C.

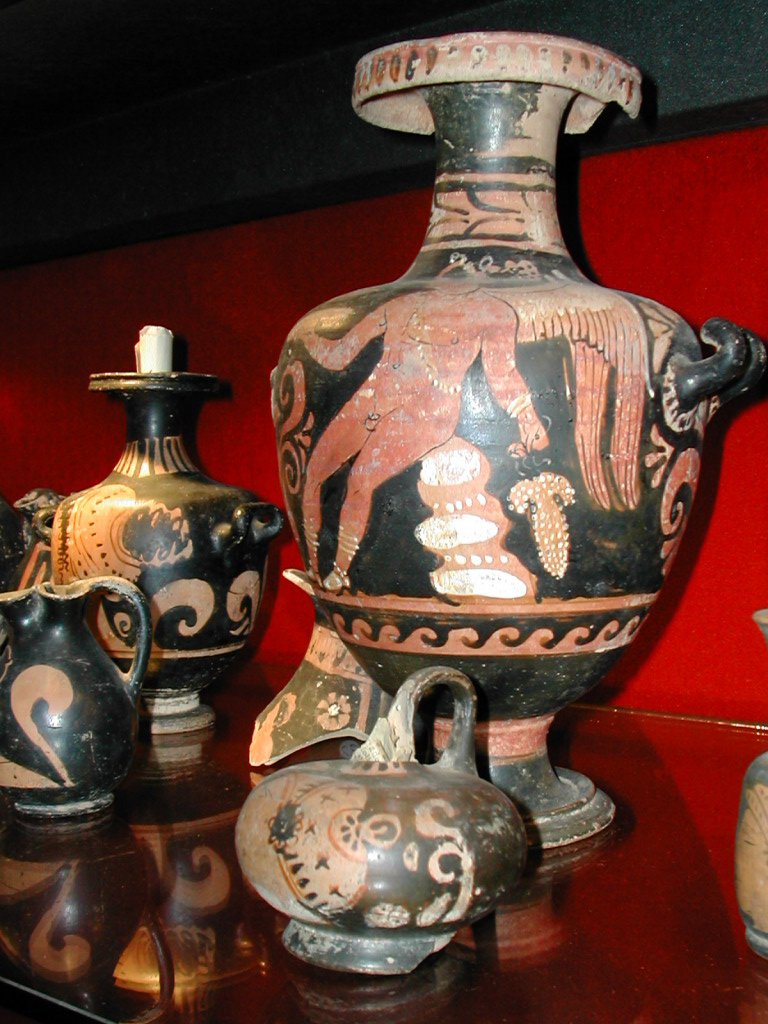
Vasi egnatini del V secolo a.C.

Gli interventi di riuso, concordati tra la parrocchia della basilica concattedrale, la Regione Puglia e le Soprintendenze Archeologica, Architettonica e Archivistica, hanno portato alla creazione di un ricco e inconsueto spazio museale.
La cripta della cattedrale romanica, connessa recentemente con la cripta della Confraternita del Santissimo Sacramento, conserva preziosi resti scultorei e decorativi romanici, gotici, rinascimentali appartenuti all'antico Tempio di Romualdo demolito nel 1742. Nei locali della cripta è inoltre esposto l'interessante materiale archeologico rinvenuto nel corso degli scavi e della realizzazione del museo, o ritrovato in passato nell'ambito del territorio monopolitano.